# 관인면
관인면(官仁面)은 경기도 포천시의 면이다.

## 개요
관인면은 경기도 최북단에 위치하며 포천시청으로부터 34 km 북쪽으로 위치해 있다. 동쪽으로는 강원특별자치도 철원군과 영북면에 접해있고, 남쪽으로는 창수면과 서쪽으로는 연천군 연천읍과 북쪽으로는 철원군 동송읍과 경계를 이루고 있다. 면 서쪽으로 지장봉(877m), 향로봉(610m), 종자산(643m) 동쪽으로 고남산(644m)의 줄기가 남북으로 뻗고, 그 산맥이 면소재지로 뻗어 있어 면내의 동북단을 제외하고는 대부분이 산악지대를 이루고 있다. 한탄강이 평균높이 30m의 급경사 계곡을 이루면서 곳곳에 장관을 이루어 영평팔경 중의 하나인 화적연이 사정리에 위치하고 있으며 지장산 유원지와 냉정낚시터가 1일 관광지로 각광을 받고 있다.

## 법정리
- 삼율리(三栗里)
- 탄동리(炭洞里): 면사무소 소재지
- 중리(中里)
- 초과리(初果里)
- 냉정리(冷井里)
- 사정리(射亭里)

## 교육
- 중리초등학교
- 관인초등학교
- 관인중학교
- 관인고등학교

## 관광
- 한탄강

## 문화재
- 한탄강 대교천 현무암 협곡 - 천연기념물 제436호
- 포천 초과리 오리나무 - 초과리 소재, 천연기념물 제555호
- 보가산성지 - 중리 소재, 향토유적 제36호

## 특산물
- 무농약 쌀 (우렁이 쌀)
- 삼율리 참두릅